# Bussnang (Adelsgeschlecht)
Die Freiherren von Bussnang waren vom 12. bis zum 15. Jahrhundert ein Adelsgeschlecht in der heutigen Ostschweiz mit Besitzschwerpunkt um Bussnang und Weinfelden. Ihr Wohnsitz war bis zum Beginn des 15. Jahrhunderts die Burg Bussnang . Die Familie unterhielt enge Beziehungen zum Bistum Konstanz und zur Fürstabtei St. Gallen, von denen sie Lehen und Pfandschaften innehatte und in welchen sie wiederholt wichtige Positionen belegte. Im 14. Jahrhundert lehnten sich die Bussnang vermehrt auch an Habsburg-Österreich an.

## Hauptlinie

Wappen der Freiherren von Bussnang

Erster bekannter Vertreter ist Albrecht (erwiesen 1150 bis 1180), vor allen als Zeuge für den Bischof von Konstanz, so auch für seinen mutmasslichen Bruder Berthold von Bussnang. Nach dem Tod Albrechts 1216, vermutlich Sohn des erstgenannten Albrecht, wurde das Erbe der Familien zwischen dessen Söhnen Albrecht und Heinrich geteilt, aber ein Teil des Besitzes weiterhin gemeinsam verwaltet. Heinrich und dessen Nachkommen bildeten fortan einen selbständigen Familienzweig, benannt nach ihrer Burg Griesenberg.
Die Hauptlinie von Bussnang vermochten im Gegensatz zu den von Griesenberg ihren Besitzstand nicht zu erweitern. Allerdings besetzten sie weiterhin wichtige kirchliche Positionen, so Konrad als Abt von St. Gallen, sein Neffe Berchtold als Domherr in Chur und Konstanz sowie Chorherr in Zürich, Elisabeth (belegt 1307 bis 1318) und Margaretha (1422) als Äbtissinnen von Säckingen und Anna 1398 bis 1404 als Äbtissin des Zürcher Fraumünsters. Ebenso betrieben die Bussnang eine geschickte Heiratspolitik – unter anderem im 13. Jahrhundert mit den Wartenberg und den Grafen von Toggenburg, im 14. Jahrhundert mit den Hohenklingen, Altenklingen und Enne – die wirtschaftlich aber nicht besonders ertragreich war. Um 1420 begann die Familie mit der Liquidation ihres Besitzes, die beim Tod Konrads IV., des letzten bekannten männlichen Vertreters der Familie, 1471 fast abgeschlossen war.

## Linie von Griesenberg

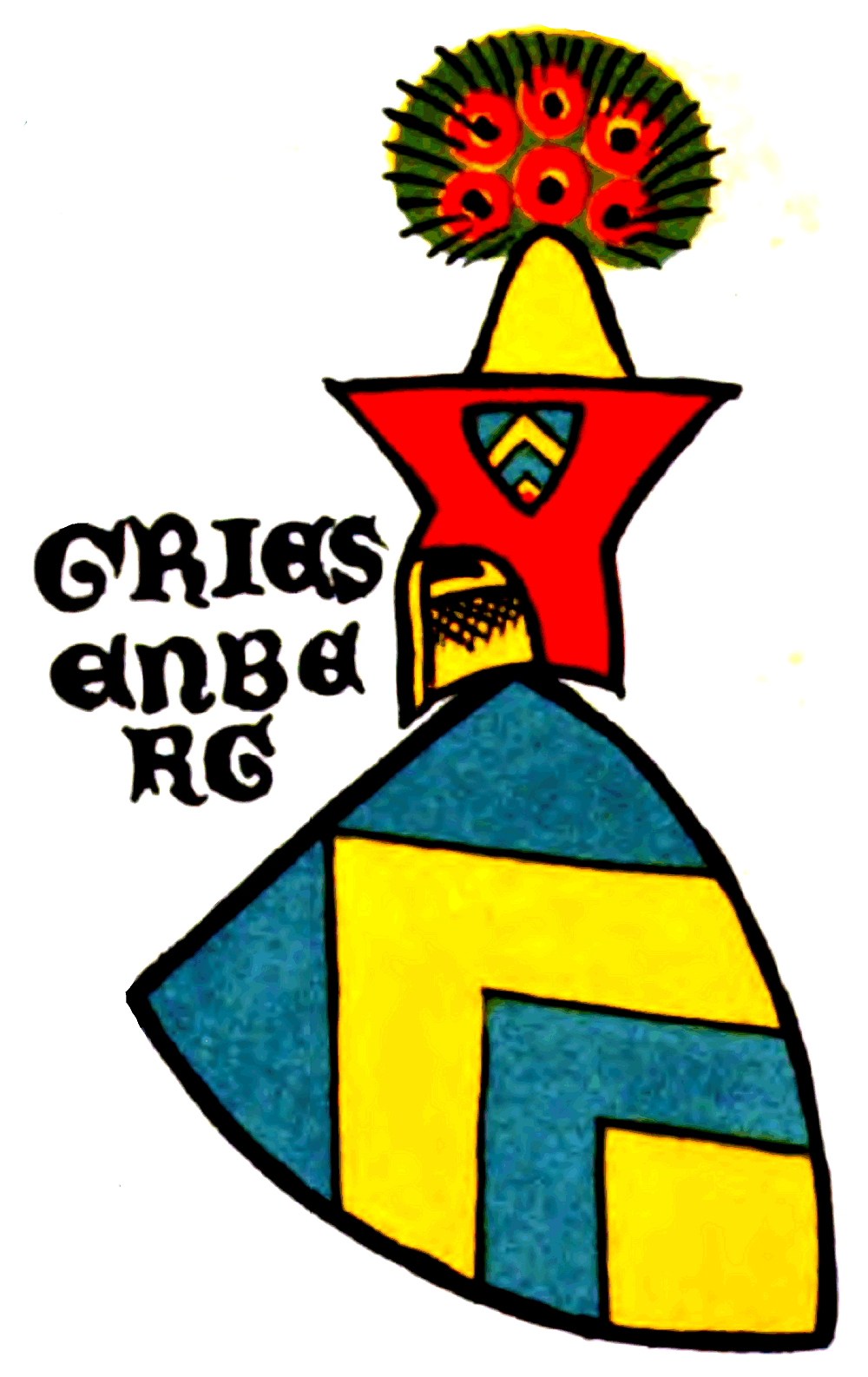
Wappen der Herren von Griesenberg

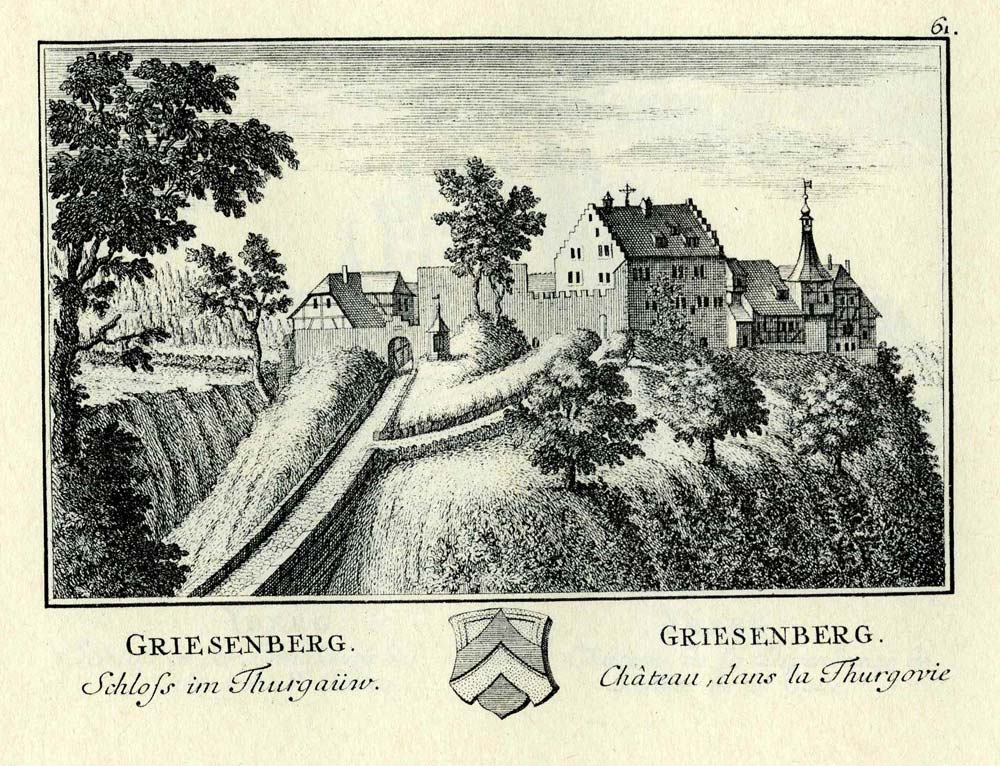
Die 1291 erbaute Burg Neu-Griesenberg stürzte 1760 wegen Unterhöhlung des Felsens in die Tiefe.

Besitzschwerpunkt der Linie von Griesenberg war der westliche Teil des Stammbesitzes mit der namengebenden Burg (Alt-)Griesenberg . Eine enge Beziehung verband die Familie bis um 1300 mit den St. Galler Äbten Konrad von Bussnang und später Wilhelm von Montfort, mit dessen Nichte Adelheid Heinrich (belegt 1285? bis 1324) verheiratet war. Im Gegenzug übernahm die Familie verschiedene äbtische Lehen und Pfandschaften, so erstmals 1269 der mit einer Regensbergerin verheiratete Albrecht, Onkel Heinrichs, als Pfand einen Zins in Dürnten und Mönchaltorf.
Ende des 13. Jahrhunderts unterstützten die Griesenberg Abt Wilhelm von Montfort in dessen langjähriger Fehde mit den König Rudolf I. und Albrecht I. von Habsburg und mussten die Zerstörung von Alt-Griesenberg wie auch der äbtischen Lehensburgen Wildberg in der heutigen Gemeinde Jonschwil und Iberg hinnehmen. Neuer Wohnsitz wurde die um 1291 erbaute Burg Neu-Griesenberg  unmittelbar bei der Ortschaft Griesenberg. Als Entschädigung erhielten Heinrich und sein Vetter Lütold vom Abt pfandweise die Höfe Bazenheid und Rickenbach sowie für einige Jahre die Stadt und den Hof Wil, die aber 1302 unter anderem durch die Vogtei Bernhardzell ersetzt wurden.
Nach dem Ausgleich des neuen Abtes mit Habsburg trat auch Heinrich in österreichischen Dienst, war Vertrauter der Witwe des Königs Albrechts I. und des jungen österreichischen Herzogs Leopold I. von Habsburg und hatte unter anderem das Amt eines Landvogts im Aargau inne. Nach dem Tode Lütolds 1324, des Letzten der Linie, übernahm dessen Tochter Adelheid, die mit Diethelm V. von Toggenburg verheiratet war, den Grossteil des Besitzes. 1371 fiel das Erbe an ihre Tochter Clementa und deren Gatten Heinrich von Hewen.